# Urban art up
Urban Art Up est une association culturelle française créée en 2017 et basée à Perpignan. Elle regroupe des artistes urbains et graffeurs, et développe des projets autour de la création de fresques murales, de l’organisation de festivals et d’actions pédagogiques liées à l’art urbain. L’association collabore régulièrement avec des collectivités et institutions culturelles régionales [réf. nécessaire].

## Historique
Urban Art Up est fondée à Perpignan en 2017 par un collectif de passionnés de graffiti et d’art urbain .  L’association s’installe au Carré d’Or à Perpignan où elle dispose d’un local dédié aux activités artistiques et pédagogiques.
Au fil des années, Urban Art Up s’est affirmée comme un acteur de la scène urbaine locale et régionale, en initiant des collaborations avec la Direction Régionale des Affaires Culturelles (DRAC), la Protection Judiciaire de la Jeunesse (PJJ), ainsi que plusieurs communes d’Occitanie.

## Activités

### Fresques et projets artistiques
L’association organise la réalisation de fresques murales sur commande ou dans le cadre de projets publics et privés.  Elle participe notamment à des programmes de réhabilitation urbaine et de valorisation de l’espace public, comme le projet mené avec la DIRMED (Direction Interdépartementale des Routes Méditerranée) autour de la peinture de murs autoroutiers.

### Festivals
Urban Art Up est à l’initiative de plusieurs événements :
- le Festival Square Up, organisé au Carré d’Or à Perpignan, dédié aux fresques murales, performances de graffiti et ateliers participatifs;
- le Festival Ultra Violet, qui propose des performances live, des ateliers graffiti, pochoir et créations collectives à Thuir (66)
- le Festival Les Billes s’agitent, un événement artistique itinérant organisé dans des lieux voués à la destruction ou à la réhabilitation , qui accueille des créations in situ.

### Actions pédagogiques
Urban Art Up anime des ateliers d’initiation au graffiti et recycl'art auprès de publics variés (scolaires, structures sociales, centres culturels).Des visites guidées d’œuvres urbaines .

## Partenariats et soutiens
L’association bénéficie de soutiens institutionnels (DRAC Occitanie, Protection Judiciaire de la Jeunesse, collectivités locales) et travaille en collaboration avec des partenaires privés et associatifs.